# Biografías (programa de televisión chileno)
Biografías fue un programa de televisión chileno, transmitido entre 2002 a 2006 y 2010 por Canal 13. El periodista Iván Valenzuela fue el conductor durante las cinco primeras temporadas, mientras que su colega Carolina Urrejola fue quien presentó la última. El programa presentaba la biografía de diversas figuras del espectáculo chileno e internacional, siendo narrados por el locutor Jaime Muñoz Villarroel y contando con entrevistas a cercanos a la celebridad.
Transmitido también por Rec TV desde el lunes 11 de mayo de 2020, a las 21:00.

## Episodios

### Temporada 1 (2002)
| # | Invitado             | Ocupación                                       | Fecha de emisión        |
| - | -------------------- | ----------------------------------------------- | ----------------------- |
| 1 | Jorge González       | Cantante, compositor y líder de Los Prisioneros | 2 de octubre de 2002    |
| 2 | Raquel Argandoña     | Modelo, presentadora de televisión y política   | 9 de octubre de 2002    |
| 3 | Eduardo Bonvallet    | Exfutbolista y comentarista deportivo           | 16 de octubre de 2002   |
| 4 | Carolina Arregui     | Actriz                                          | 23 de octubre de 2002   |
| 5 | Iván Zamorano        | Exfutbolista                                    | 30 de octubre de 2002   |
| 6 | Coco Legrand         | Humorista                                       | 13 de noviembre de 2002 |
| 7 | Cecilia              | Cantante                                        | 20 de noviembre de 2002 |
| 8 | José Alfredo Fuentes | Cantante y presentador de televisión            | 27 de noviembre de 2002 |

(en permanente actualización)

### Temporada 2 (2003)
| # | Invitado                  | Ocupación               | Fecha de emisión    |
| - | ------------------------- | ----------------------- | ------------------- |
| 1 | Marcelo Ríos              | Extenista               | 19 de marzo de 2003 |
| 2 | La Ley                    | Banda musical chilena   | 26 de marzo de 2003 |
| 3 | Daniella y Denisse Campos | Modelos                 | 9 de abril de 2003  |
| 4 | Michelle Bachelet         | Ex Presidenta de Chile  | 16 de abril de 2003 |
| 5 | Los Jaivas                | Grupo de rock chileno   | 23 de abril de 2003 |
| 6 | Delfina Guzmán            | Actriz                  | 30 de abril de 2003 |
| 7 | Vivi Kreutzberger         | Animadora de televisión | 7 de mayo de 2003   |
| 8 | Martín Vargas             | Exboxeador              | 14 de mayo de 2003  |
| 9 | Sonia Viveros             | Actriz                  | 21 de mayo de 2003  |

(en permanente actualización)

### Temporada 3 (2004)
| #  | Invitado               | Ocupación                                              | Fecha de emisión    |
| -- | ---------------------- | ------------------------------------------------------ | ------------------- |
| 1  | Luis Jara              | Cantante y animador de televisión                      | 9 de marzo de 2004  |
| 2  | Gladys Marín           | Política y expresidenta del Partido Comunista de Chile | 16 de marzo de 2004 |
| 3  | Cecilia Bolocco        | Modelo y presentadora de televisión                    | 23 de marzo de 2004 |
| 4  | Marcelo Salas          | Exfutbolista                                           | 30 de marzo de 2004 |
| 5  | Paulina Nin de Cardona | Presentadora de televisión                             | 6 de abril de 2004  |
| 6  | Patricia Maldonado     | Cantante y animadora de televisión                     | 13 de abril de 2004 |
| 7  | Miguel Bosé            | Cantante y actor español                               | 20 de abril de 2004 |
| 8  | Diego Maradona         | Exfutbolista argentino                                 | 27 de abril de 2004 |
| 9  | Isabel Allende         | Escritora                                              | 4 de mayo de 2004   |
| 10 | Juan Gabriel           | Cantante, compositor y productor mexicano              | 11 de mayo de 2004  |
| 11 | Kike Morandé           | Animador de televisión                                 | 18 de mayo de 2004  |
| 12 | Pablo Neruda           | Poeta. Premio Nobel de Literatura, 1971                | 25 de mayo de 2004  |
| 13 | Miguel "Negro" Piñera  | Cantante y empresario                                  | 1 de junio de 2004  |

### Temporada 4 (2005)
| # | Invitado                            | Ocupación                               | Fecha de emisión        |
| - | ----------------------------------- | --------------------------------------- | ----------------------- |
| 1 | Felipe Camiroaga                    | Animador de televisión                  | 30 de octubre de 2005   |
| 2 | Luis Miguel                         | Cantante mexicano                       | 6 de noviembre de 2005  |
| 3 | Marlén Olivarí                      | Showoman chilena                        | 13 de noviembre de 2005 |
| 4 | Sandro                              | Cantante argentino                      | 20 de noviembre de 2005 |
| 5 | Charly García                       | Cantante, músico y compositor argentino | 27 de noviembre de 2005 |
| 6 | Joan Manuel Serrat                  | Cantautor español                       | 4 de diciembre de 2005  |
| 7 | Mario Kreutzberger, “Don Francisco” | Animador de televisión                  | 18 de diciembre de 2005 |

### Temporada 5 (2006)
| #  | Invitado              | Ocupación                                     | Fecha de emisión    |
| -- | --------------------- | --------------------------------------------- | ------------------- |
| 1  | Ricardo Lagos         | Ex-Presidente de la República                 | 8 de marzo de 2006  |
| 2  | Michelle Bachelet     | Ex-Presidenta de la República                 | 15 de marzo de 2006 |
| 3  | Sergio Lagos          | Animador de televisión, periodista y cantante | 22 de marzo de 2006 |
| 4  | Myriam Hernández      | Cantante y compositora                        | 29 de marzo de 2006 |
| 5  | Marco Antonio Solis   | Cantante, compositor y productor mexicano     | 5 de abril de 2006  |
| 6  | Cristian de la Fuente | Actor                                         | 12 de abril de 2006 |
| 7  | Ricardo Arjona        | Cantante y compositor guatemalteco            | 19 de abril de 2006 |
| 8  | Eli de Caso           | Presentadora de televisión                    | 26 de abril de 2006 |
| 9  | Shakira               | Cantante y compositora colombiana             | 3 de mayo de 2006   |
| 10 | Teresita Reyes        | Actriz                                        | 10 de mayo de 2006  |
| 11 | Héctor Noguera        | Actor                                         | 17 de mayo de 2006  |
| 12 | Raphael               | Cantante español                              | 24 de mayo de 2006  |

### Temporada 6 (2010)
| #  | Invitado               | Ocupación                                          | Fecha de emisión      |
| -- | ---------------------- | -------------------------------------------------- | --------------------- |
| 1  | Coco Legrand           | Humorista                                          | 28 de enero de 2010   |
| 2  | Ricardo Arjona         | Cantante guatemalteco                              | 4 de febrero de 2010  |
| 3  | Leo Rey                | Cantante y exvocalista de La Noche                 | 11 de febrero de 2010 |
| 4  | Tito el Bambino        | Cantante puertorriqueño                            | 18 de febrero de 2010 |
| 5  | Carolina Arregui       | Actriz                                             | 18 de marzo de 2010   |
| 6  | Leonardo Farkas        | Empresario minero                                  | 25 de marzo de 2010   |
| 7  | Marco Enríquez-Ominami | Político y cineasta                                | 8 de abril de 2010    |
| 8  | Cecilia Morel          | Primera dama de la República                       | 15 de abril de 2010   |
| 9  | Marcelo Bielsa         | Exfutbolista y entrenador argentino                | 22 de abril de 2010   |
| 10 | Américo                | Cantante                                           | 29 de abril de 2010   |
| 11 | Mauricio Israel        | Comentarista deportivo y presentador de televisión | 6 de mayo de 2010     |

### Episodios especiales
| # | Invitado         | Ocupación              | Fecha de emisión         |
| - | ---------------- | ---------------------- | ------------------------ |
| 1 | Sonia Viveros    | Actriz                 | 24 de septiembre de 2003 |
| 2 | Felipe Camiroaga | Animador de TV y actor | 9 de septiembre de 2011  |